# Parochie Maria ten Hemelopneming (Millingen aan de Rijn)
Maria ten Hemelopneming is een rooms-katholieke parochie in de Nederlandse plaatsen Millingen aan de Rijn, Kekerdom en Ooij. De parochie ligt voor een groot gedeelte in De Duffelt, een laaggelegen streek tussen de Waal, het Bijlandsch Kanaal en de Nederrijnse Heuvelrug dichtbij Kleve, Nijmegen en Beek-Ubbergen. Ze is in 2013 ontstaan door de samenvoeging van de volgende parochies: Sint-Hubertus te Ooij, Sint-Bartholomaeus in Beek, H. Antonius van Padua in Millingen en Sint-Remigius in Leuth. De parochie heeft, sinds de Sint-Remigiuskerk in Leuth en de Sint-Bartholomaeuskerk in Beek in 2020 aan de eredienst werden onttrokken, beschikking over drie kerkgebouwen. De kerkgebouwen in Beek en Leuth krijgen een herbestemming, maar in beide gebouwen heeft de Mariakapel haar sacrale functie behouden. 
De parochianen in Beek vieren de Hl. Mis in het Bartholomeuskerkje, dat tegenover de grotere voormalige Sint-Bartholomaeuskerk ligt. De parochianen in Leuth vieren de Hl. Mis in de Mariakapel van de voormalige Sint-Remigiuskerk.

## Overzicht kerkgebouwen
- Sint-Antonius van Paduakerk in Millingen aan de Rijn
- Sint-Laurentiuskerk, Kekerdom
- Sint-Hubertuskerk, Ooij

## Afbeeldingen

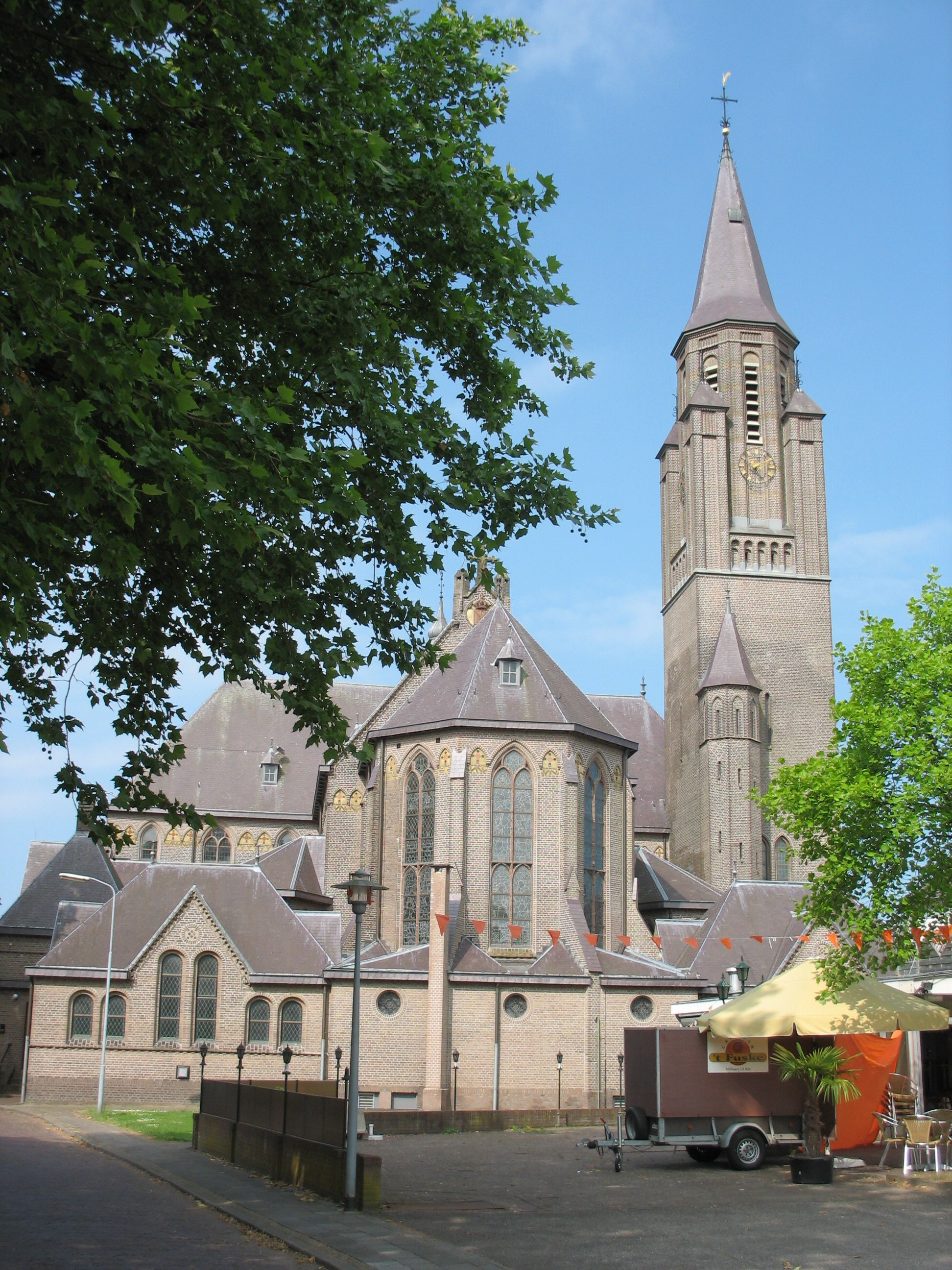
Sint-Antoniuskerk
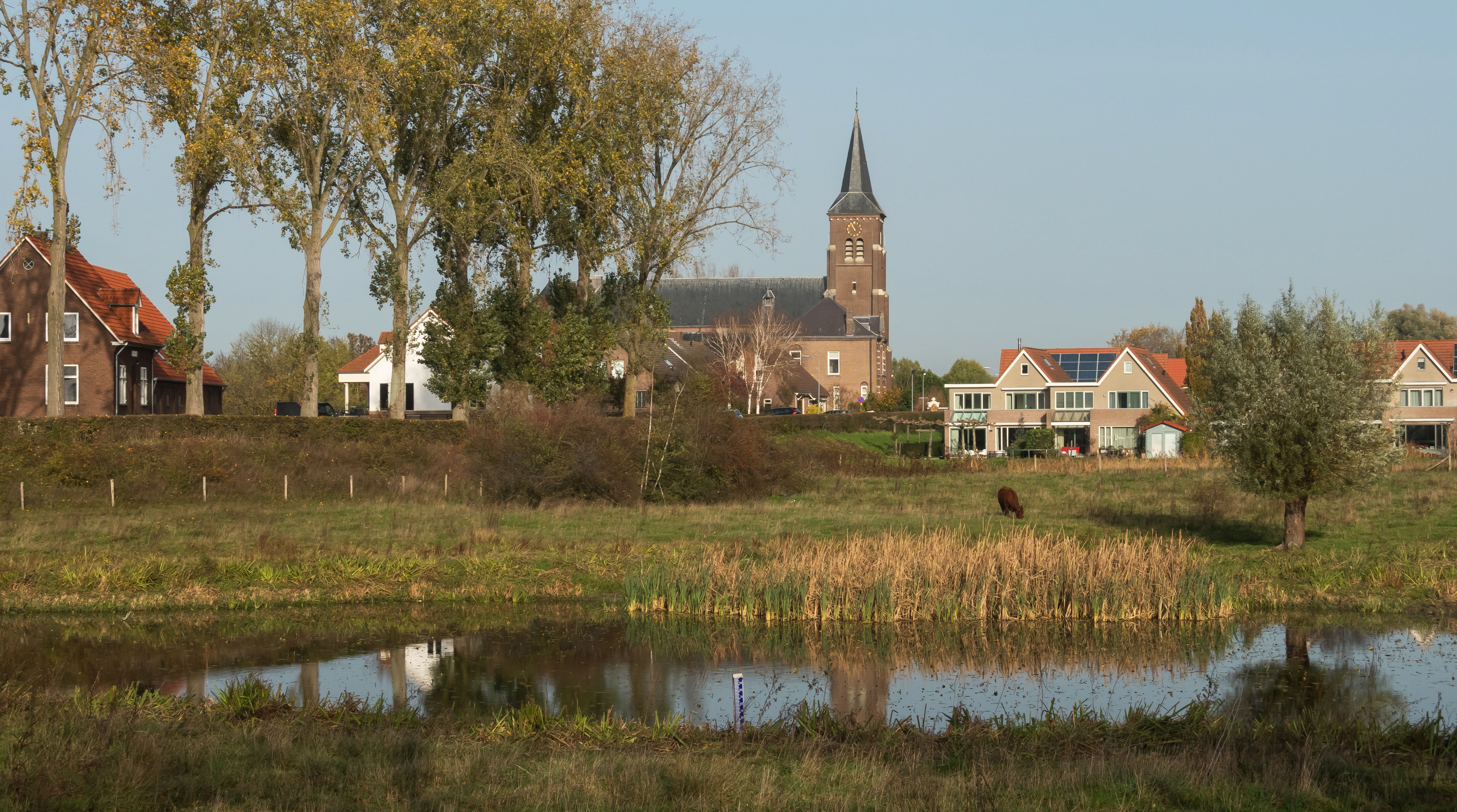
Sint-Hubertuskerk
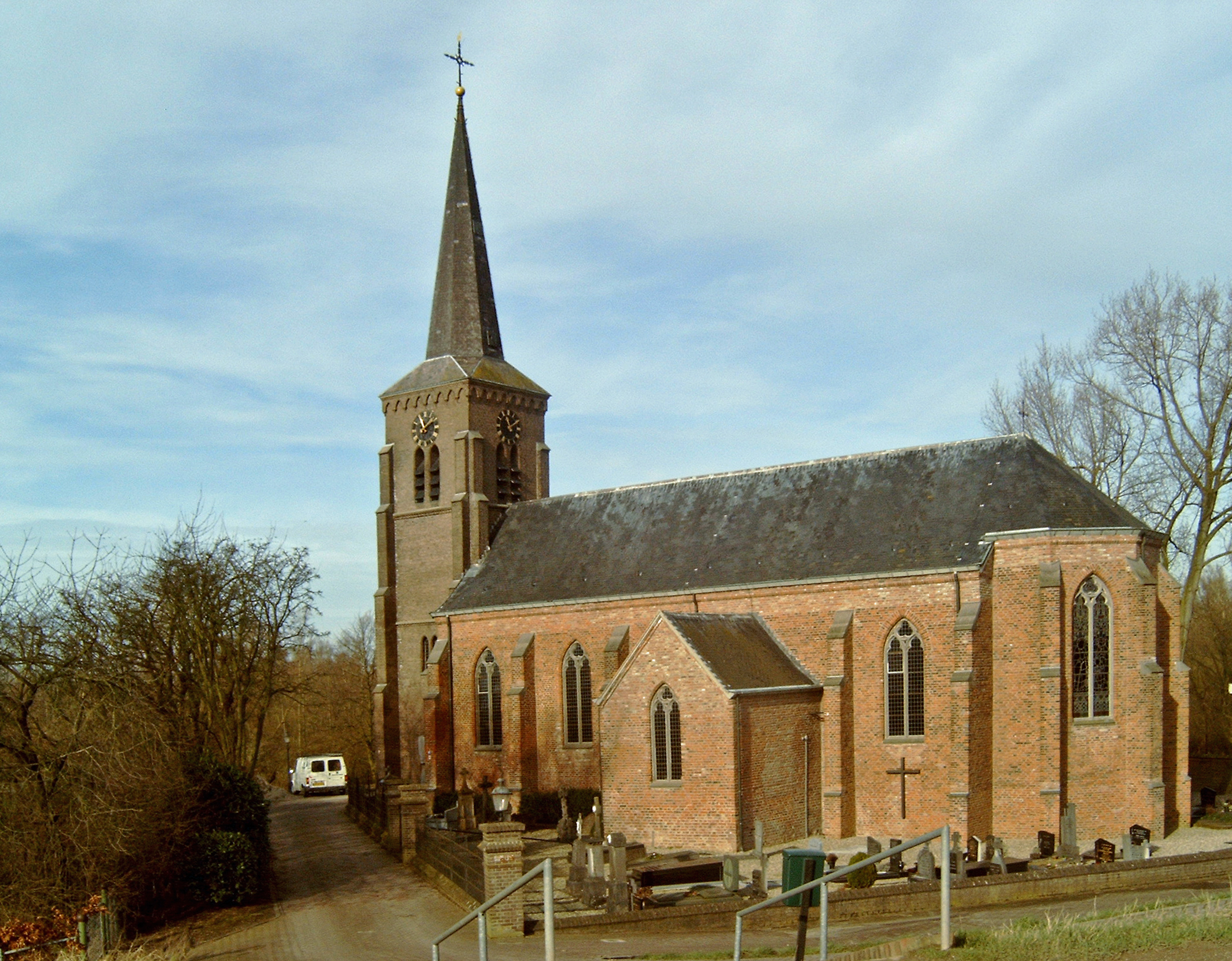
Sint-Laurentiuskerk
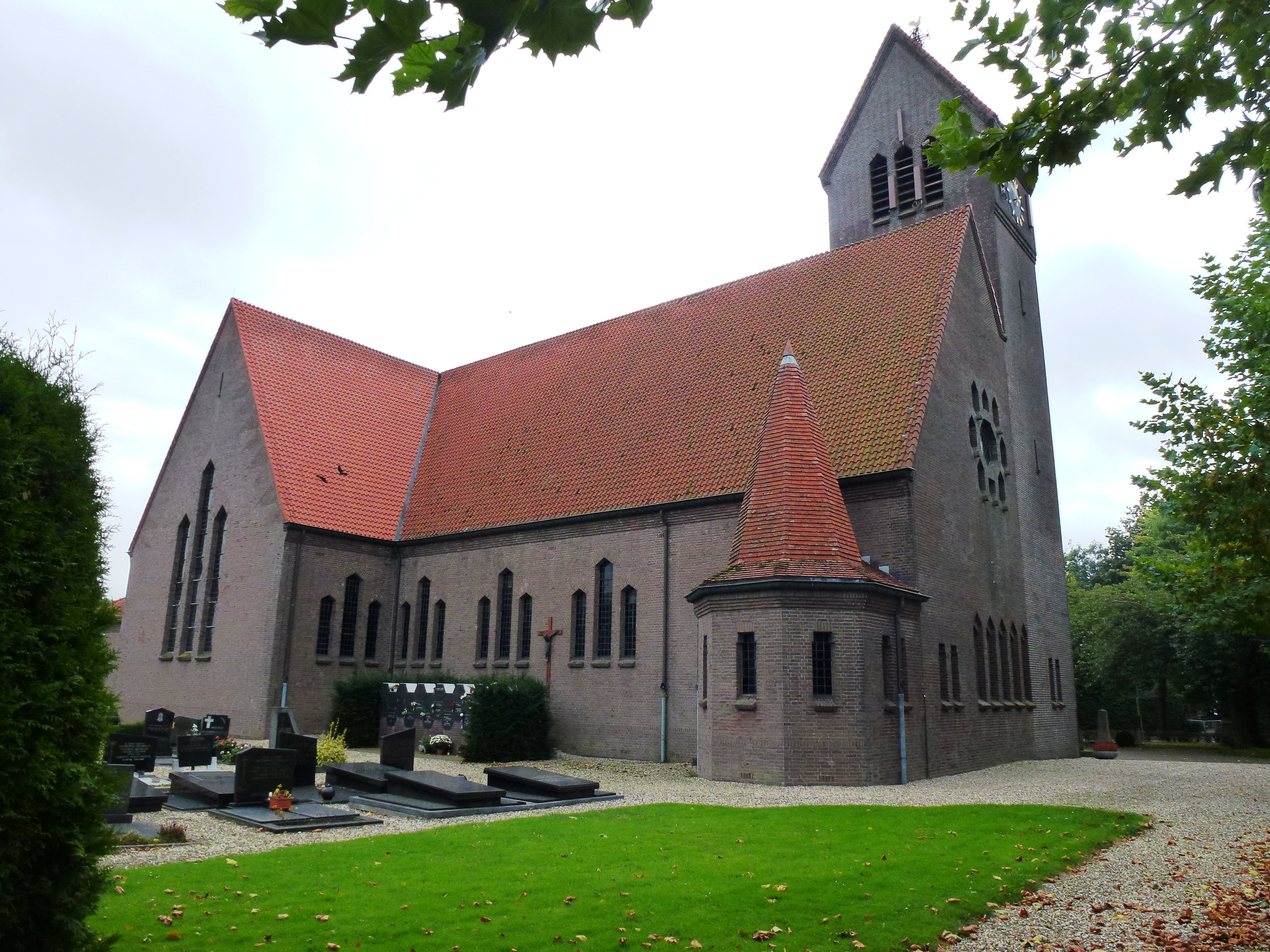
Voormalige Sint-Remigiuskerk met kerkhof
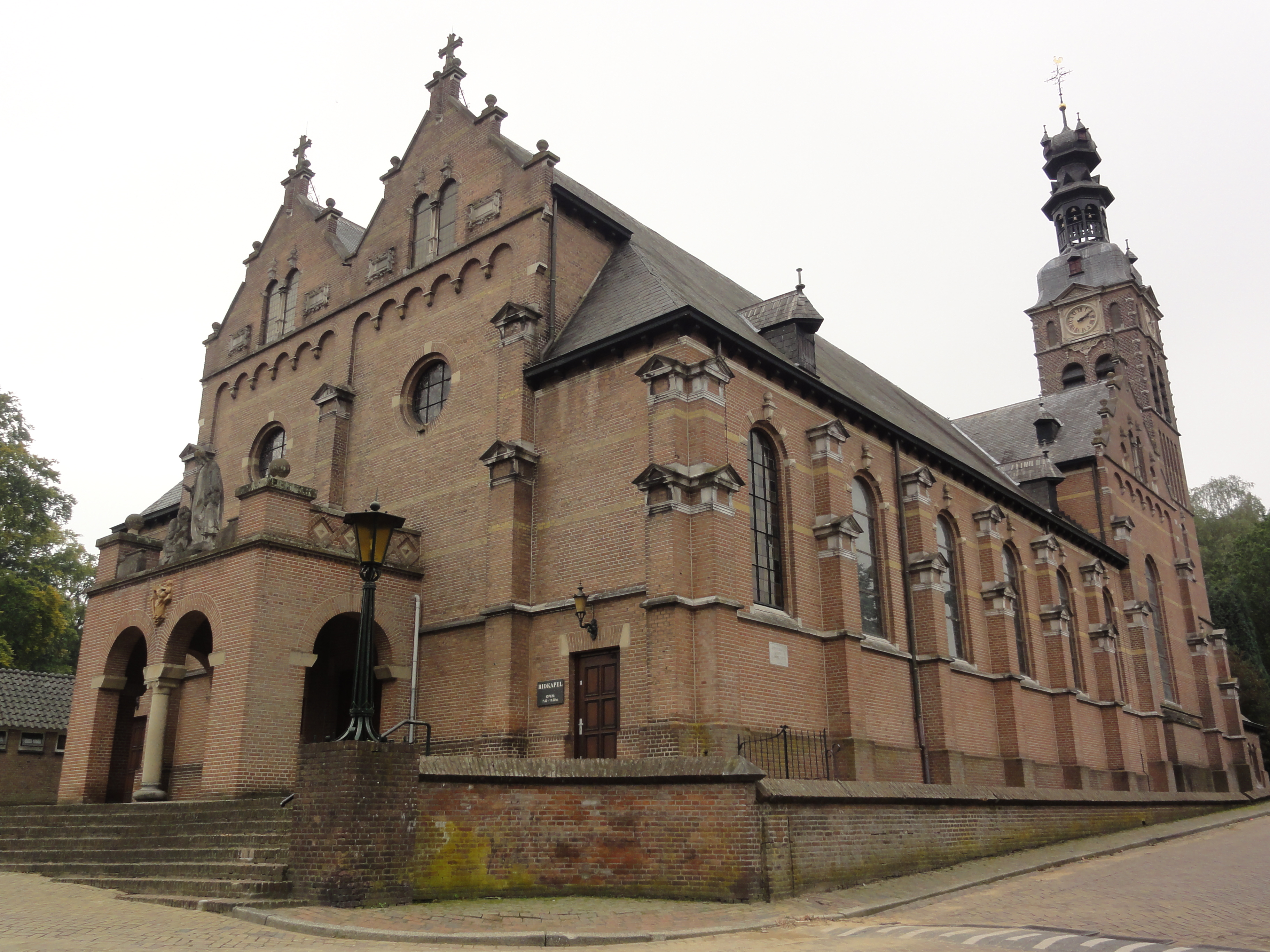
Voormalige Sint-Bartholomaeuskerk